# Прогресс М-18
Прогресс М-18 — транспортный грузовой космический корабль (ТГК) серии «Прогресс», запущен к орбитальной станции «Мир». Серийный номер 218.

## Цель полёта
Доставка на ОС более 2000 килограммов различных грузов, в числе которых топливо, запас кислородной смеси, средства индивидуальной защиты, научную аппаратуру, посылки для членов экипажа. Доставка ручки, предназначенной для управления грузовой стрелой, помогающей экипажам во время работы в открытом космосе. Такая ручка была потеряна во время выхода Геннадия Манакова и Александра Полещука в открытый космос, а от такой «мелочи» зависит успех дальнейшей работы вне станции «Мир».

## Хроника полёта
- 22.05.1993, в 06:41:47 (MSK), (03:41:47 UTC) — запуск с космодрома Байконур;
- 24.05.1993, в 08:24:39 (MSK), (05:24:39 UTC) — осуществлена стыковка ТГК «Прогресс М-18» с ОС «Мир» к стыковочному узлу, со стороны ПхО ББ ОС «Мир» — «Союз ТМ-16»;
- 03.07.1993, в 15:58:16 (MSK), (12:58:16 UTC) — осуществлена расстыковка ТГК «Прогресс М-18» от ОС «Мир»;
- 04.07.1993, в 01:43 (MSK), (4 октября 22:43 UTC) — окончание существования ТГК.

## Перечень грузов
Суммарная масса всех доставляемых грузов: 2192 кг, Капсулой возвращён груз — 25 кг